# Implatabilni kardioverter defibrilator
Implantabilni kardioverter defibrilatori (akronim ICD od engl. reči implantable cardioverter defibrilator) su uređaji koji se koriste u terapiji životno ugrožavajućih poremećaja srčanog ritma. ICD koji su korisni u prevenciji iznenadne smrti kod pacijenata sa poznatom, trajnom ventrikularnom tahikardijom ili fibrilacijom, u brojnim studijama pokazali su dobre rezultate u sprečavanju srčanog zastoja kod visoko rizičnih pacijenata od ventrikularnih aritmija opasnih po život.
ICD novije generacije mogu imati dvostruku funkciju koja uključuje i sposobnost da služe kao pejsmejker, koji stimuliše srčane otkucaje ako otkrije da je puls prespor. Iako ICD ne može sprečiti nastanak aritmije, on je može uspešno otkriti i tretirati, i svojim dejstvo tako povratiti normalan srčani ritam i pacijentu spasiti život.
Implantabilni kardioverter defibrilatori obavezno se ugrađuju u hirurškim uslovima uz standardnu antibiotsku profilaksu,   EKG  monitoring,  odgovarajuću rendgenoskopiju i spoljni defibrilator.
Kvalitet života nakon ugrađenog ICD  zavistan je od zdravstvenog  stanja pacijenta i...definiše se kao subjektivna procena osobe u zavisnosti od ličnog fizičkog, psihiĉkog i socijalnog stanja.

## Istorija
Ideja o automatskom implantabilnom kardioverter defibrilatoru javila se 1960-ih, dok su prvi testovi urađeni skoro 10 godina kasnije, tačnije 1969. u Sinai Hospital of Baltimor‖.
Prvo je Ranih 1970-tih a potom i Michel Mirowski počeo da razvoja implantabilni kardioverter defibrilator za humanu primenu. Pionirski rad ovih istraživača kulminirao je ugradnjom 1980.godine prvog ICD uređaja.
Od tada do danas razvijene su brojne tehnike, u skladu sa tehnološkim razvojem nauke, što je omogućilo različite hirurške i terapijske pristupe.

## Osnovne karakteristike
ICD je uređaj na baterije koji se pacijentu plasira ispod kože i prati njegov puls. Tanke žice uređaja povezane su elektrodama sa pacijentovim srcem.  Današnji defibrilatori su izgledom i funkcijom slični antibradikardnim pejsmejkerima. Baterija koja ih napaja je dugog trajanja eksploatacije (litijumsko vanadijumska baterija) i jako je pouzdani izvor energije. Elektrode koje se endovenskim putem plasiraju u desnu komoru srca su nešto većeg promera od standardnih bipolarnih elektroda. 
ICD tretira aritmije na tri načina: kardioverzijom, defibrilacijom i anti-tahikardija stimulacija
Kardioverzijom i defibrilacijom
Kardioverzija i defibrilacija označavaju pojavu električnog šoka koji prekida opasnu aritmiju i vraća srcu normalni ritam. Ako je pacijent pri svesti dejstvo šoka je bolno i pacijenti ga opisuju opisuju kao „udarac u prsa“. Najčešće se ipak šok izaziva kod opasne aritmije tek kada je pacijent izgubi svest i pritom on ne oseća dejstvo šoka.
Stimulacijom (anti-tahikardija stimulacija)
Anti-tahikardija stimulacija uključuje slanje kratkih ciklusa stimulacija (5-10). Anti-tahikardija stimulacija nije bolna, i gotovo je neprimetna. Manji broj pacijenata može imati neugodan osećaj ubrzanog srčanog rada (palpitacije).
- Crtež pozicioniranog ICD
- ICD pre ugradnje
- Položaj ICD na rendgen snimku

### Dobre strane i preporuke
Terapija implantibilnim kardioverter defibrilatorom u brojnim istraživanjima rezultovala je 50% manjim relativnim rizikom u odnosu na amiodaron i 28% relativnim smanjenjem smrtnosti, što je svrstava u terapija izbora najviše kod pacijenata sa srednje teškom i teškom disfunkcijom leve srčane komore. Implantibilni kardioverter defibrilator predstavlja i metodu izbora u lečenju naslednih kanalopatija.
Međutim uprkos ovim prednostima ICD, primena antiaritmijskih lekova, sama ili u kombinaciji
sa ICD-om je i dalje je neophodna kod pojedinih pacijenata u nekim srčanim sindromima.

## Indikacije
- ventrikularna aritmija
- stanje posle srčanog udara
- stanje nakon iznenadnog srčanog zastoja, koje je pacijent preživeo
- sindrom produženog QT intervala
- Brugada sindrom
- urođene srčane bolesti
- druga stanja sa mogućim iznenadnim srčanim udarom

## Ugradnja
Ugradnja ovakvih uređaja je identična ugradnji standardnih pejsmejkera. Nakon pripreme operativnog polja, u lokalnoj anesteziji, i nakon preparaciji v.cephalicae ili punkcije v.subclaviae plasira se elektroda endovenskim putem, najčešće u vrh desne komore, a generator impulsa na baterije ugrađuje se u šupljinu ispod kože grudi, često odmah ispod ključne kosti. Generator je približno veličine džepnog sata. Žice ili vodovi vode se od generatora impulsa do položaja na površini ili unutar srca i mogu se instalirati kroz krvne sudove, eliminišući potrebu za operacijom na otvorenom grudnom košu.  
U slučaju da je neophodno, ovaj uređaj se može i testirati, nakon opšte anestezije pacijenta, kada se se veštački izazove maligni poremećaje ritma. Nakon takve stimulacije ICD je ispravan ako tako izazvane poremećaje prekida svojom funkcijom.
Postupak nakon ugradnje
Postoperativno, većini pacijenata dozvoljen je otpust već  narednog dana. Preporučeno je da se pacijent uzdrži od težih fizičkih aktivnosti kao što su kontaktni sportovi, intenzivne fizičke vežbe, ili dizanje težih objekata u prve 4 nedelje nakon operativnog zahvata. Potpun oporavak u principu traje oko 4 do 6 nedelja. 
Kontrolni pregledi su neophodni u cilju monitoringa srčane aktivnosti i osiguravanja pravilnog funkcionisanja ICD-a (provera srčanih otkucaja, procena ukupnih šokova i ispravnosti baterije).

## Preporuke
Ako neka osoba ima ugrađen implantabilni kardioverter defibrilator, ona mora da bude svesne svog okruženja i uređaja koji mogu ometati njegov rad. U potencijalno ometajuće uređaje spadaju uređaji sa jakim magnetnim poljima. Ovi uređaji mogu poremetiti signalizaciju ICD-a i sprečiti ga da radi ispravno, ponekad i bez znanja pacijenta. Što je pacijent duže izloženi potencijalno ometajućem uređaju i što je taj uređaj bliži ICD-u, to će mogući uticaji štetnog magnetnog polja na ICD biti veći.
Trudnoća
Žene sa ugrađenim kardioverter-defibrilatorom mogu normalno nositi trudnoću bez povećanog rizika za fetus. Ako u osnovi postoji opterećenje srčanim ili drugom bolesti potrebno je savetovati trudnicu da se obrati svom kardiologu o mogućim rizicima, mogućom potrebom za promenom lekova i planovima nege za vreme trudnoće.

## Komplikacije
Komplikacije koje mogu nastati nakon ugradnje kardioverter defibrilatora mogu se podeliti na one nastale za vreme operativnog zahvata i/ili one nastale nakon operativnog zahvata (kasne komplikacije).

### Komplikacije za vreme operativnog zahvata
U komplikacije nastale za vreme operativnog zahvata spadaju:
- kolaps pluća (pneumotorax) u 1% slučajeva – zbrinjava se postavljanjem drena
- perforacija srca (srčana tamponada) najčešće elektrodom, koja uzrokuje nakupljanje krvi u opni koja okružuje srce – u 1% slučajeva – zbrinjava se postavljanjem drena u prostor u kojem se nakuplja krv
- krvarenje na operativnom rezu na mestu gde je smešten generator ICD-a – rizik kod pacijenata koji su na lekovima koji utiču na zgrušavanje (marivarin, aspirin)
- rizik za nastanak infekcije — manji je od 1%
- pomeranje elektrodi u srcu — javlja se u oko 1% slučajeva i obično zahteva ponovljeni zahvat i ponovno pozicioniranje elektrode
- smrtni ishod pri ugradnji kardioverter defibrilatora — koji je manji je od 1:500.[12]

### Kasne komplikacije
U kasne komplikacije spadaju:
- infekcija na mestu ugradnje ICD – obično se celi sistem mora izvaditi i ponovno implantirati s druge strane nakon što se sanira infekcija
- disfunkcija u elektrodi – elektrode su najosjetljiviji deo ICD-a, tako da ih jake mehaničke sile van tela mogu pomeriti ili slomiti, što zahteva novi operativni zahvat i zamenu ispravnim elektrodama
- neadekvatna detekcija i isporuka električnog šoka
- prerano pražnjenje baterije ICD-a

## Kvalitet života
Studije su pokazale da ICD  aparati smanjuju smrtnost kada se koriste u prevenciji naprasne srčane smrti kod visoko rizičnih bolesnika  Benefit od implantiranog ICD u cilju prevencije naprasne srčane smrti, biva narušen strahom od narednog mogućeg defibrilacionog šoka.
Implantabilni kardioverter defibrilatori pokazali su svoje dobre strane i koristi, ali briga oko prihvatanju ovih uređaja od strane pacijenta i psihološka prilagođavanja ICD-u u stalnom su fokusu mnogih istraživanja.
Istraživači, uključujući one iz oblasti srčane psihologije, zaključili su da je kvalitet života pacijenata sa ICD najmanje jednak ili bolja od kvaliteta života onih koji uzimaju antiaritmičke lekove. Jedna od najvećih studija koja je u ispitivanju SCD-HeFT obradila 2.521 pacijenta sa stabilnom srčanom insuficijencijom. rezultovala je podatkom da nije bilo razlike između grupa lečenih ICD i onih lečenih lekovima nakon 30 meseci.
Psihološko prilagođavanje nakon ugradnje ICD takođe je dobro proučeno. U retkim slučajevima, nakon ugradnje ICD može doći do inficije koja je najčešće bakterijskog porekla, ali povremeno su umešani i drugi mikroorganizmi poput određenih gljivica.  Verovatnije je da će se ovo dogoditi kod ljudi sa dijabetesom, srčanom insuficijencijom, otkazivanjem bubrega ili narušenim imunološkim sistemom.
Anksioznost je česta psihološka nuspojava, i klinički je značajnija kod približno 13–38% pacijenata sa ICD. Primarni etiološki faktori koji doprinose anksioznosti kod pacijenata sa ICD nisu utvrđeni. 
Depresivni simptomi su takođe česti, ali pokazalo se da je učestalost ovih problema slična onima koje su primećene i u drugim grupama srčanih bolesnika, sa približno 24–41% učestalošću kod pacijenata sa ICD-om koji imaju depresivne simptome.
Prevladavaju i problemi u psihosocijalnom prilagođavanju ICD-ima, uključujući anksioznost, među supružnicima ili drugim partnerima sa kojima je pacijent u vezi. Ova pojava može biti povezana, bar delimično, sa zajedničkom anksioznošću od šoka i izbegavanja fizičkih i seksualnih kontakata.

## Spoljašnje veze
- A Defibrillator in Action Архивирано на веб-сајту  (3. април 2016)
- Information on ICDs/S-ICDs[мртва веза] from the charity Arrhythmia Alliance
- East Carolina Heart Institute at ECU, Cardiac Psychology Lab, Focus on ICD Архивирано на веб-сајту  (21. јун 2017)
- Samuel F. Sears, Jr., Ph.D., East Carolina University, Cardiac Psychology, ICD QoL Specialist Архивирано на веб-сајту  (20. јул 2017)
- Video, Coping with an ICD

|  | Molimo Vas, obratite pažnju na važno upozorenje u vezi sa temama iz oblasti medicine (zdravlja). |